# Foramen veineux
Le foramen veineux (ou trou de Vésale) est un orifice inconstant à la base du crâne, dans les grandes ailes de l'os sphénoïde.

## Structure
Le foramen veineux, lorsqu'il existe, est situé en dedans du foramen ovale en face de la racine du processus ptérygoïde.
Il s'ouvre en dessous dans la fosse scaphoïde.
Le foramen veineux varie en taille selon les individus et n'est pas toujours présent des deux côtés de l'os sphénoïde.
Plusieurs études,, ont été menée pour déterminer la fréquence d'existence et la symétrie du foramen veineux.
La présence de ce foramen est variable indépendamment du sexe. Il peut être absent, présent de façon unique asymétrique, bilatéral et dans certains cas présence de trois foramens.
Chez le nouveau-né, le foramen mesure 1,0 mm de longueur
Chez les adultes la taille varie en fonction de son côté : sur le côté droit il mesure environ 2 mm de long et sur le côté gauche 1,4 mm de long.
Sa largeur passe de 1,0 à 1,14 mm sur le côté droit et de 1,0 à 1,3 mm sur le côté gauche.

## Aspect clinique
S'il est présent, le foramen veineux donne passage à une petite veine qui relie le plexus ptérygoïdien au sinus caverneux. L'importance de ce passage réside dans le fait qu'un thrombus infecté d'origine extracrânienne peut atteindre le sinus caverneux par cette voie.
La surface moyenne du foramen est petite, ce qui peut suggérer qu'il joue un rôle mineur dans la dynamique de la circulation sanguine dans le système veineux crânien.

## Histoire
L'anatomiste et médecin brabançon André Vésale fut le premier à décrire et illustrer ce foramen.